# 十三泡
十三泡是一个位于中国吉林省长岭县的湖泊，面积约为16.5平方千米，平均水深约为1米。